# Laser
Laser (akronim od engl. Light Amplification by Stimulated Emission of Radiation: pojačanje svjetlosti s pomoću stimulirane emisije zračenja) je uređaj za stvaranje i pojačavanje koherentnog elektromagnetskog, najčešće monokromatskog, usko usmjerenog zračenja. Osniva se na kvantnim pojavama pri prijenosu energije zračenjem. Izmjena energije zračenja s atomima ili molekulama aktivnoga medija u laseru (plin, kristal, plazma), umjesto apsorpcijom i spontanom emisijom zračenja, odvija se stimuliranom emisijom. To se zbiva kada se na atom ili molekulu u pobuđenom stanju, to jest u stanju u kojem su elektroni na višoj energetskoj razini, djeluje dodatnim izvorom energije (na primjer bijelom svjetlošću ili elektromagnetskim poljem). Time broj atoma u pobuđenom stanju N2 postaje veći od broja atoma u nepobuđenom stanju N1, što se naziva inverzija napučenosti ili inverzija populacije. Za prijelaz u pobuđeno stanje fizikalno je nevažno kojim je putem i načinom dovedena energija, dok kod prijelaza iz pobuđenog u nepobuđeno stanje nastaje kvantni skok, to jest emisija fotona kojima energija odgovara razlici energetskih razina. Općenito vrijedi Boltzmannov zakon:
{\displaystyle N_{2}=N_{1}\cdot e^{-h\cdot \upsilon /k\cdot T}}
gdje je: h - Planckova konstanta, ν - frekvencija, k - Boltzmannova konstanta, T - termodinamička temperatura.
Uvjet je za stimuliranu emisiju, odnosno za rad lasera, je veći broj atoma u pobuđenom stanju od broja atoma u nepobuđenom stanju, N2 > N1. Laserski dobiveni fotoni imaju jednak smjer, frekvenciju (zbog međudjelovanja atoma u laseru frekvencije fotona nisu potpuno jednake, frekvencijski je opseg je manji od 1 kHz), polarizaciju i energiju. Time se dobiva monokromatsko elektromagnetsko zračenje uskoga paralelnog snopa praktički identičnih fotona i velike gustoće energije po širini spektralne linije. To znači da za razliku od svjetlosti koju emitiraju uobičajeni izvori, kao što su žarulje, laserska je svjetlost redovito gotovo monokromatična, to jest samo jedne valne duljine (boje) i usmjerena je u uskom snopu. Snop je koherentan, što znači da su elektromagnetski valovi međusobno u istoj fazi i šire se u istom smjeru.

## Povijest
Malo je poznato da je Nikola Tesla 1893. g. konstruirao uređaj koji se sastojao od rubina na koji je usmjeravao električnu energiju, a ona se reflektirala od električne plohe natrag u rubin. Na taj način dobio je "svjetlosnu zraku tanku poput olovke". Očito, taj je uređaj bio napravio na načelu današnjeg lasera, i Tesla je vjerojatno dobio laserski snop svjetlosti.
Induciranu stimuliranu emisiju predvidio je u svojim radovima već 1917. A. Einstein. Takvu emisiju u vidljivom području teorijski su obradili A. L. Schawlow, C. H. Townes i A. M. Prohorov 1958., a Theodore Harold Maiman konstruirao je 1960. prvi laser kojemu je aktivna tvar bio kristal rubina stimuliran bijelom svjetlošću. Prvi plinski laser, sa smjesom helija i neona, bio je konstruiran 1961., prvi poluvodički 1962., a prvi tekućinski 1963.

## Način rada
Laserska zraka se proizvodi pojavom stimulirane emisije. Kao prvi uvjet emisije fotona je Bohrov uvjet: laserski medij mora sadržavati energijske razine čija energija (razlika energija) odgovara energiji emitiranih fotona. Drugi uvjet je da većina atoma (ili molekula) bude u pobuđenom stanju. Moramo imati na umu da se u laserskom mediju mogu događati različiti procesi međudjelovanja elektromagnetskog zračenja i materije: najviše dolaze do izražaja apsorpcija i spontana emisija zračenja. Ako dovedemo dio atoma (ili molekula) laserskog medija u pobuđeno stanje, oni će emitirati fotone spontanom emisijom. Ti fotoni se dalje mogu apsorbirati na nepobuđenim atomima, ili izazvati stimuliranu emisiju na preostalim pobuđenim atomima. Laserska zraka se može proizvesti jedino ako stimulirana emisija dominira nad apsorpcijom i spontanom emisijom zračenja. To se postiže inverzijom napučenosti (inverzijom populacije) atoma u laserskom mediju: broj atoma u pobuđenom stanju mora biti veći od broja atoma u osnovnom stanju.
Inverzija napučenosti se može postići samo u posebnim slučajevima, pa se samo rijetke tvari mogu iskoristiti kao laserski mediji. Inverzija napučenosti se može postići ako u sustavu postoji metastabilno stanje. Metastabilno stanje je pobuđeno stanje u kojem se atom (ili molekula) zadržava puno dulje nego u normalnim pobuđenim stanjima. U laserskom mediju mora postojati još barem jedno pobuđeno stanje, što s osnovnim stanjem čini sustav od tri energijske razine - trostupanjski laser. U laserskom sustavu s tri razine, atomi (molekule) se određenim načinom pobuđuju u pobuđeno stanje. Pobuđeno stanje, traje vrlo kratko i brzo se spušta (relaksira) u nešto niže metastabilno stanje. Atomi (molekule) se ne mogu brzo relaksirati u osnovno stanje, pa laserskim medijem počinju dominirati atomi u metastabilnom stanju. Inverzija napučenosti se postiže između metastabilnog i osnovnog stanja, pa se lasersko djelovanje postiže prijelazom između ta dva stanja. Pobuđeno stanje koje se koristi za populiranje metastabilnog stanja ne mora biti jedno stanje, već se može koristiti niz energijskih stanja.
Postoje i laseri koji rade na principu četiri razine – četverostupanjski laser. Metastabilno stanje se napučuje na isti način kao i kod trostupanjskog lasera, ali inverzija napučenosti se postiže između metastabilnog i drugog pobuđenog stanja niže energije. Kako se niskoležeće pobuđeno stanje brzo relaksira i ostaje prazno, inverzija populacije je zajamčena čak i ako je pobuđen relativno mali broj atoma u laserskom mediju.
Za rad lasera je važna inverzija napučenosti. Povišenjem temperature pobuđena stanja se počinju populirati, što može narušiti inverziju populacije. Zagrijavanjem nije moguće postići inverziju populacije. Zbog toga je lasere često potrebno hladiti.
Laserski medij je smješten između dva paralelna zrcala, tako da zrake svjetla koje prolaze između dva zrcala tvore stojni val. Prostor između dva zrcala se naziva i laserska šupljina, rezonantna šupljina ili rezonator, po analogiji sa šupljinama koje se koriste u akustici prilikom rada sa zvučnim valovima. Fotoni koji nastaju spontanom emisijom u laserskom mediju emitiraju se u svim smjerovima, ali samo oni koji su emitirani u smjeru zrcala će se reflektirati između ta dva zrcala i biti zarobljeni u laserskoj šupljini. Ti fotoni, koji veliki broj puta prolaze kroz laserski medij, će izazivati stimuliranu emisiju, prilikom prolaska blizu atoma u metastabilnim stanjima u laserskom mediju. Stimuliranom emisijom nastaju skupine fotona koji su u istom kvantnom stanju. Takvi fotoni imaju istu valnu duljinu, smjer i usmjerenje i ponašaju se kao jedan foton. Jedno od dva zrcala se obično naprave tako da nisu 100 % reflektirajuća već propuštaju određenu količinu svjetla (obično manje od 1 %), pa koherentni fotoni mogu izaći iz laserske šupljine. Kako se svi ponašaju kao jedan, izaći će ili svi (u skupini) ili nijedan. Na taj način laserska zraka sadrži skupine koherentnih fotona, što joj daje veliki intenzitet. (Vidi: Građa lasera)
Laserska zraka je jedan od rijetkih primjera prikaza kvantne mehanike u makroskopskim sustavima: u kvantnoj mehanici razlikuju se dvije vrste čestica: Fermi-Diracove čestice – fermioni i Bose-Einsteinove čestice – bosoni. Fotoni se ponašaju kao bosoni. Fermioni ne mogu biti u istom kvantnom stanju, dok bosoni to mogu. Štoviše, što je više bosona u istom kvantnom stanju, već je vjerojatnost da će im se pridružiti još njih.

## Podjela lasera
Po načinu rada razlikuju se neutralni atomski laseri, kod kojih spektralni prijelazi nastaju na neutralnim atomima, ionski laseri, kod kojih se koriste spektralni prijelazi na ioniziranim atomima plina, plinski molekularni laseri, koji rade u području molekularnoga spektra, laseri s Blumleinovom pobudom, kod kojih se na laserski plin djeluje izbojem pločastoga kondenzatora i time dobiva impulsno elektromagnetsko zračenje, plinsko-dinamički laseri, kod kojih inverzija populacije nastaje ekspanzijom vrućega plina ili plazme kroz mlaznicu brzinom većom od brzine zvuka i drugo. Po vrsti optički aktivne tvari laseri se dijele na plinske, tekućinske, poluvodičke i općenito lasere s čvrstim tvarima, na primjer staklo, prirodni ili umjetni kristali. Danas laseri pokrivaju valne duljine zračenja od dalekoga ultraljubičastoga pa sve do dalekog infracrvenoga područja, a radi se i na konstrukciji lasera u području rendgenskoga zračenja. Posebna su vrsta kemijski laseri, kod kojih se inverzija populacije postiže izravno ili neizravno za vrijeme egzotermne kemijske reakcije. Postoje i laseri (na primjer s titanijem dopiranim kristalom safira kao aktivnim medijem) koji mogu kontinuirano mijenjati valnu duljinu od 700 do 1000 nm, što se koristi u laserskoj spektroskopiji. Osim lasera koji zrače kontinuirano, konstruirani su i laseri koji zrače u kratkim impulsima trajanja od 10−16 do 10−9 sekundi, i time vrlo velike snage od nekoliko petavata (1015 W) u pulsu.

### Pulsni laseri
Umjesto jednog nepropusnog, i jednog slabo propusnog zrcala, moguće je koristiti potpuno neprozirna zrcala, od kojih se jedno periodički pomiče izvan optičkog puta lasera. Kada je zrcalo na svom mjestu, ono zarobljava lasersku zraku unutar rezonatora, gdje se ona pojačava zahvaljujući stimuliranoj emisiji zračenja. Kada se zrcalo ukloni, iz lasera izlazi kratki puls intenzivnog laserskog zračenja. Pulsevi se kod lasera mogu proizvesti i stavljanjem određenog bojila u rezonator. Bojila apsorbiraju zračenje zahvaljujući apsorpciji zračenja pri čemu se molekule bojila pobuđuju u pobuđeno stanje. Kada su sve molekule pobuđene, više ne mogu apsorbirati, pa propuštaju zračenje. Na taj način se sprječava prolazak fotona kroz lasersku cijev, dok se uspostavi potpuna (ili gotovo potpuna) inverzija napučenosti u laserskom mediju. Laserski medij se na taj način puni energijom do trenutka kada bojilo postaje prozirno. U tom trenutku se energija pohranjena u laserskom mediju pretvara u lasersku zraku. Ovi načini proizvodnje laserskih pulseva se nazivaju Q-prekidanje (eng. Q-switching).
Ako se rezonator pažljivo izradi, moguće je u rezonatoru zarobiti određeni broj valnih duljina laserskog zračenja. U tom slučaju, laser će početi pulsirati u vrlo kratkim pulsevima – čak i u trajanju od oko jedne femtosekunde (u jednoj sekundi ima toliko femtosekundi, koliko ima sekundi u 30 000 godina). Pulsni laseri mogu postići jako velike snage u pojedinim pulsevima, iako je prosječna snaga lasera relativno mala. Danas se mogu napraviti laseri koji odašilju 20 - 50 pulseva u sekundi, a pojedini pulsevi traju oko jedne femtosekunde. To znači da će se energija, koja bi se oslobodila tijekom jedne sekunde, osloboditi u dvadesetak vrlo kratkih pulseva.

### Laseri s čvrstom jezgrom
Laseri s čvrstom jezgrom imaju jezgru, napravljenu od kristala ili amorfne tvari, često u obliku štapića. Zrcala mogu biti tanki slojevi srebra napareni na krajeve štapića. Na taj način štapić čini lasersku šupljinu. Pobuđivanje atoma od kojeg se sastoji jezgra se obično provodi nekim snažnim izvorom svjetla. U tu svrhu se često koriste ksenonske bljeskalice, a u novije vrijeme LED diode, ili poluvodički laseri, čime se povećava energetska učinkovitost lasera. Prvi laser koji je davao vidljivu svjetlost je bio rubinski laser. Rubinski laser koristi štapić od rubina kao lasersku jezgru. Rubinski laser daje crvenu svjetlost valne duljine 694,3 nm. Danas se često koristi Nd:YAG laser, koji se sastoji od štapića itrij-alumijevog granata (YAG), dopiranog atomima neodimija. Nd:YAG daje infracrveno zračenje.

### Plinski laseri
Plinski laseri imaju laserski medij u plinovitom stanju. Plinski laseri se obično sastoje od cijevi ispunjene plinom ili smjesom plinova, pod određenim tlakom. Krajevi cijevi opremljeni su zrcalima kako bi tvorili lasersku šupljinu. Pobuđivanje atoma plina se obavlja električnim pražnjenjima kroz plin u cijevi. Plinski laseri se često hlade strujanjem plina kroz cijev. Najčešće korišteni plinski laseri su: He-Ne laser (helij-neon), argonski laser ili CO2 laser.

### Poluvodički laseri
Poluvodički laser ili diodni laser predstavlja sićušni kristal, proizveden atomskom toćnošću, podijeljen u dva osnovna područja, s različitim električnim svojstvima. Na takozvanoj n-strani višak elektrona predstavlja nosioce struje. Na takozvanoj p-strani prevladavaju šupljine koje predstavljaju nedostatak elektrona. Kad se na p-stranu primijeni pozitivan napon, a na n-stranu negativan, elektroni i praznine poteknu jedni prema drugima. Čestice se sretnu u ultratankom prostoru koji se naziva kvantna jama, gdje se rekombiniraju pri čemu dolazi do emisije fotona. Ako su krajevi diode ujedno i visokoreflektirajuća zrcala dolazi do laserskog učinka, emitiranja istovrsnih koherentnih fotona. Energija fotona (boja svjetlosti) određena je svojstvima poluvodičkog spoja, iznosom energijskog rascjepa (engl. Band-gap) 	. Npr. za GaAs lasere taj energijski rascjep iznosi 1,45 eV, što odgovara emisiji fotona valne duljine 885 nm. Plavi laser je pojam (sintagma) koji označava poluvodičke lasere u području 400 - 450 nm, a čije bi ostvarenje predstavljalo značajan napredak u razvoju laserskih displeja i povećanju kapaciteta optičkih memorija.

### Kemijski laseri
Određene kemijske reakcije mogu proizvesti molekule u pobuđenom stanju. Kemijski laseri koriste takve reakcije kako bi se postigla inverzija napučenosti. Primjer je fluorovodični laser koji koristi reakciju vodika i fluora, za proizvodnju fluorovodika u pobuđenom stanju. Laserska zraka nastaje u reakcijskoj komori, u koju stalno dotiču reaktanti, a produkti izlaze van. Na taj način je postignuta inverzija napučenosti, jer je u reakcijskoj komori stalno prisutno više pobuđenih molekula od onih u osnovnom stanju. Ovakvi laseri mogu postići jako veliku snagu u kontinuiranom modu.
Jedna vrsta kemijskih lasera koristi ekscimere. Ekscimer je molekula koja je stabilna samo u pobuđenom stanju. Laser se sastoji od smjese plinova kroz koje se narine visoki napon, slično kao kod plinskih lasera. Električna struja stvara mnoštvo iona i pobuđenih atoma u laserskoj šupljini, koji mogu reagirati i stvoriti ekscimer. Nakon što ekscimer doživi laserski prijelaz, on se raspada jer ne može postojati u osnovnom stanju. To je i razlog inverzije napučenosti u ovom laserskom mediju.

### Laseri s bojilima
Laseri s bojilima koriste određene organske spojeve, koji služe kao aktivni laserski medij. Molekule, za razliku od atoma imaju vrpčaste spektre, koji se sastoje od mnogo spektralnih linija. Kod ovih spojeva, energijskim nivoima se može manipulirati (električnim poljem, magnetskim poljem, temperaturom). Na taj način je moguće ugoditi laser na određenu valnu duljinu. Pobuda molekula se obavlja pomoću nekog drugog lasera.

### Laseri sa slobodnim elektronima
Laseri sa slobodnim elektronima koriste snop relativističkih elektrona koji prolazi kroz magnetsko polje koje naizmjenično mijenja smjer duž puta elektrona. U normalnim okolnostima, relativistički elektroni, koji prolaze kroz magnetsko polje emitiraju sinkrotronsko zračenje. Kod lasera sa slobodnim elektronima, put koji elektroni prolaze između naizmjeničo postavljenih magneta se stavlja u lasersku šupljinu, tako da fotoni, koji su uhvaćeni između zrcala, izazivaju stimuliranu emisiju slobodnih elektrona u magnetskom polju, kao i kod elektrona u pobuđenim atomima. Laseri sa slobodnim elektronima se mogu ugađati promjenom gustoće rasporeda magneta, jakosti njihovog magnetskog polja i promjenom energije elektrona. Tako se mogu se napraviti i laseri sa slobodnim elektronima koji rade na valnim duljinama koje su nedostupne klasičnim laserima, jer ne postoji pogodan laserski medij koji bi mogao proizvesti zadanu valnu duljinu. Moguće je napraviti i laser s jako dugačkom laserskom šupljinom, bez zrcala, čiji fotoni onda ne bi trebali prolaziti veliki broj puta duž optičkog puta lasera, već bi prošli samo jedanput. Takav laser se naziva superradijantni laser. Danas se pokušavaju napraviti superradijantni laseri sa slobodnim elektronima, koji bi radili u spektralnim područjima, u kojima ne postoje zrcala kojima bi se to zračenje reflektiralo; na primjer u rendgenskom području.

## Primjene lasera
U tehnologiji se laser koristi za finu obradu metalnih površina i za precizno zavarivanje. U telekomunikacijama se koristi modulirano lasersko zračenje za prijenos podataka. Pritom se modulacija može postići promjenom amplitude (intenziteta) zračenja (što se najčešće koristi zbog jednostavnosti), promjenom frekvencije ili promjenom polarizacije zračenja. Prijenos je moguć izravnim zračenjem ili vođenjem kroz svjetlovode (na primjer u telefonskim vodovima). U medicini laser služi ponajviše kao kirurški instrument za precizne operacije (na primjer oka) ili dermatološku obradu, uklanjanje površinskih tumora ili tetovaže, u stomatologiji za obradbu zuba, u meteorologiji za mjerenje udaljenosti i brzine gibanja oblaka (lidar), u optičkoj astronomiji u uređaju za računalnu korekciju deformacije slike izazvane atmosferskim utjecajima, u holografiji, za precizne mjerne instrumente (na primjer daljinomjere), u građevinarstvu za poravnanje terena pri gradnji cesta, kod protuprovalnih alarmnih uređaja, u optičkim čitačima zvučnih zapisa kod CD-a i DVD-a, kod laserskih pisača i kopirnih uređaja i tako dalje. Zbog niske cijene, osobito poluvodičkoga lasera, koristi se na primjer i u dječjim igračkama.
Posebno značenje laser ima u vojnoj industriji, kao dio daljinomjera, označivača cilja, u telekomunikacijama i za stvaranje zaprečnih polja. U najrazvijenijim zemljama (osobito u SAD-u) radi se na izradbi štita od balističkih raketa koji bi se sastojao od satelitâ na stacionarnim putanjama opremljenih laserima velike snage, koji bi mogli uništiti nadolazeće rakete daleko od branjenoga položaja. Također se u astronautici razmatra mogućnost izradbe svemirske letjelice s reflektirajućim jedrom koja bi sa Zemlje bila ubrzavana jakim laserskim snopom. Za sada je izrađen superlaki zrakoplov obložen fotoćelijama, kojemu električni motor pokreće energija predana laserskim snopom.
Laseri, zbog kvalitete svjetla, koje daju danas primjenjuju u gotovo svim ljudskim djelatnostima. Laseri s krutom jezgrom (posebno Nd:YAG) se koriste za rezanje, bušenje i zavarivanje. Zbog kolimiranosti laserske zrake, moguće je postići veliku preciznost prilikom obrade materijala, pa se često laseri koriste u kirurgiji; npr. moguće je laserom obraditi kapilaru u oku bez oštećenja okolnog tkiva i bilo kakve operacije na oku. Laserima se može liječiti i kratkovidnost i dalekovidnost, obradom očne leće. Laserima se je moguće i spaliti tintu na papiru, a ostaviti papir neoštećen. Stoga se laser danas u sve većoj mjeri koristi i za čišćenje umjetničkih djela poput slika, skulptura od kamena ili metala.
Zbog svoje monokromatičnosti, laseri su iskorišteni i za novu definiciju metra. Metar je prije bio definiran preko valne duljine spektralne linije u atomskom spektru kriptona. Pokazalo se da laseri imaju neusporedivo oštrije spektralne linije od spomenute linije kriptona, koja je odabrana jer je to najoštrija poznata spektralna linija u prirodi, a primjenom lasera, pokazalo se da ta linija nije simetrična, pa je nastao problem: koji dio linije uzeti kao definiciju metra. Danas je metar redefiniran kao udaljenost koju svjetlost prijeđe u {\displaystyle {\cfrac {1}{299792458}}} sekundi. Brzina svjetlosti se mjeri pomoću lasera: laseru se određenim metodama odredi valna duljina i frekvencija njegovog zračenja. Njihov umnožak daje brzinu svjetlosti (zapravo je dogovorno uzeto da je brzina svjetlost jednaka točno 299 792 458 m/s, a metar je definiran preko te vrijednosti i definicije sekunde).
Laseri se upotrebljavaju za označavanje položaja na nekom udaljenom mjestu, u mjeriteljstvu, a čak i prilikom predavanja predavači pokazuju na ploču ili platno laserskim pokazivačima. Za tu svrhu se koriste poluvodički laseri, jer su relativno jeftini. Za preciznije namjene koriste se plinski laseri, jer poluvodički laseri pokazuju veće širenje zrake od ostalih lasera. Na taj način izmjerena je udaljenost od Zemlje do Mjeseca s preciznošću od nekoliko milimetara! Astronauti iz jedne od misija Apollo su postavili jedno zrcalo na površini Mjeseca. Znanstvenici su usmjerili laser prema tom zrcalu i mjerili vrijeme potrebno laserskoj zraci da s površine Zemlje dođe do zrcala na površini Mjeseca i natrag. Prilikom povratka za Zemlju, laserska zraka je imala promjer od oko 2 km, što je uglavnom uzrokovano rasipanjem zrake u Zemljinoj atmosferi.
Laseri se koriste u spektroskopiji, kao intenzivni izvori monokromatičnog svjetla. Najčešće se koriste: argonski laser u ramanovoj spektroskopiji i laseri s bojilima u spektroskopiji visokog razlučivanja. He-Ne laseri se koriste u Michaelsonovim interferometrima, za precizno mjerenje položaja zrcala.
Pulsni laseri se koriste za proučavanje super-brzih procesa. U femtosekundnoj spektroskopiji se na objekt proučavanja istovremeno pošalju dvije laserske zrake iz pulsnog lasera vrlo kratkog pulsa. Jedna zraka se pošalje direktno na uzorak, a drugoj se poveća put za nekoliko centimetara s pomoću zgodno postavljenih zrcala. Ta zraka će zakasniti za nekoliko femtosekundi, jer je svjetlosti potrebno određeno vrijeme da prijeđe taj put. Prva laserska zraka (eng. Pump Pulse) će uzrokovati reakciju u uzorku, a drugom (eng. Probe Pulse) se može gledati što se u tom trenutku događa u uzorku. Pomicanjem zrcala, moguće je kontrolirati kašnjenje druge laserske zrake i na taj način dobiti sliku o procesu unutar uzorka. Na taj način se istražuju najbrže kemijske reakcije u prirodi.
Jako veliki laseri se koriste za istraživanja materije u uvjetima ekstremnih tlakova i temperatura. Pomoću takvih lasera moguće je provesti nuklearnu fuziju na malenim količinama vodika. Takvi laseri su najčešće kruti laseri s jezgrom napravljenom od stakla u koje su stavljene određene tvari koje služe kao aktivni laserski medij.

## Poveznice
- građa lasera
- popis osnovnih vrsta lasera
- rezanje laserom

## Ostalo
|  | Zajednički poslužitelj ima još gradiva o temi Laseri |